# Мерчант, Ясин
Яси́н Ме́рчант (англ. Yasin Merchant, род. 17 декабря 1966 года) — индийский профессиональный игрок в снукер, первый представитель Индии в мэйн-туре. Мерчант трижды выигрывал национальный чемпионат (в 1990, 2000 и 2001 годах). Лучшим достижением индийца в мэйн-туре являются 1/16 финала чемпионата Великобритании, чемпионата Уэльса и British Open.

## Достижение в карьере
- ACBS Чемпионат Азии финалист — 2007[1]
- Летние Азиатские игры золотая медаль в парном разряде — 2002
- ACBS Чемпионат Азии, чемпионат Индии победитель — 2001
- Чемпионат Индии победитель — 2000
- ACBS Чемпионат Азии финалист, чемпионат Индии победитель — 1991
- ACBS Чемпионат Азии победитель — 1989